# Ciclone George
O Ciclone tropical severo (Designação do JTWC: 17S, também conhecido simplesmente como Ciclone George) foi o terceiro sistema tropical nomeado e o segundo ciclone tropical significativo a afetar a região da Austrália e o primeiro a afetar a Austrália Ocidental no ano de 2007. O ciclone formou-se em 2 de Março de 2007 e dissipou-se em 10 de Março. George formou-se sobre a região de Top End no Território do Norte no final de Fevereiro e intensificou-se quando adentrou o golfo de Joseph Bonaparte, antes de cruzar a costa norte da região de Kimberley. Após isso, George seguiu para o Oceano Índico, intensificando-se para um ciclone equivalente a um furacão de categoria 4 na escala de furacões de Saffir-Simpson e em 8 de Março, George atingiu a costa de Pilbara logo a leste da cidade de Port Hedland durante seu pico de intensidade. O ciclone causou danos significativos em Port Hedland e em numerosos campos de garimpo isolados em torno da cidade. A passagem do ciclone causou 3 fatalidades e prejuízos estimados em $8 milhões de dólares australianos (6,2 milhões de dólares - valores em 2007).

## História meteorológica

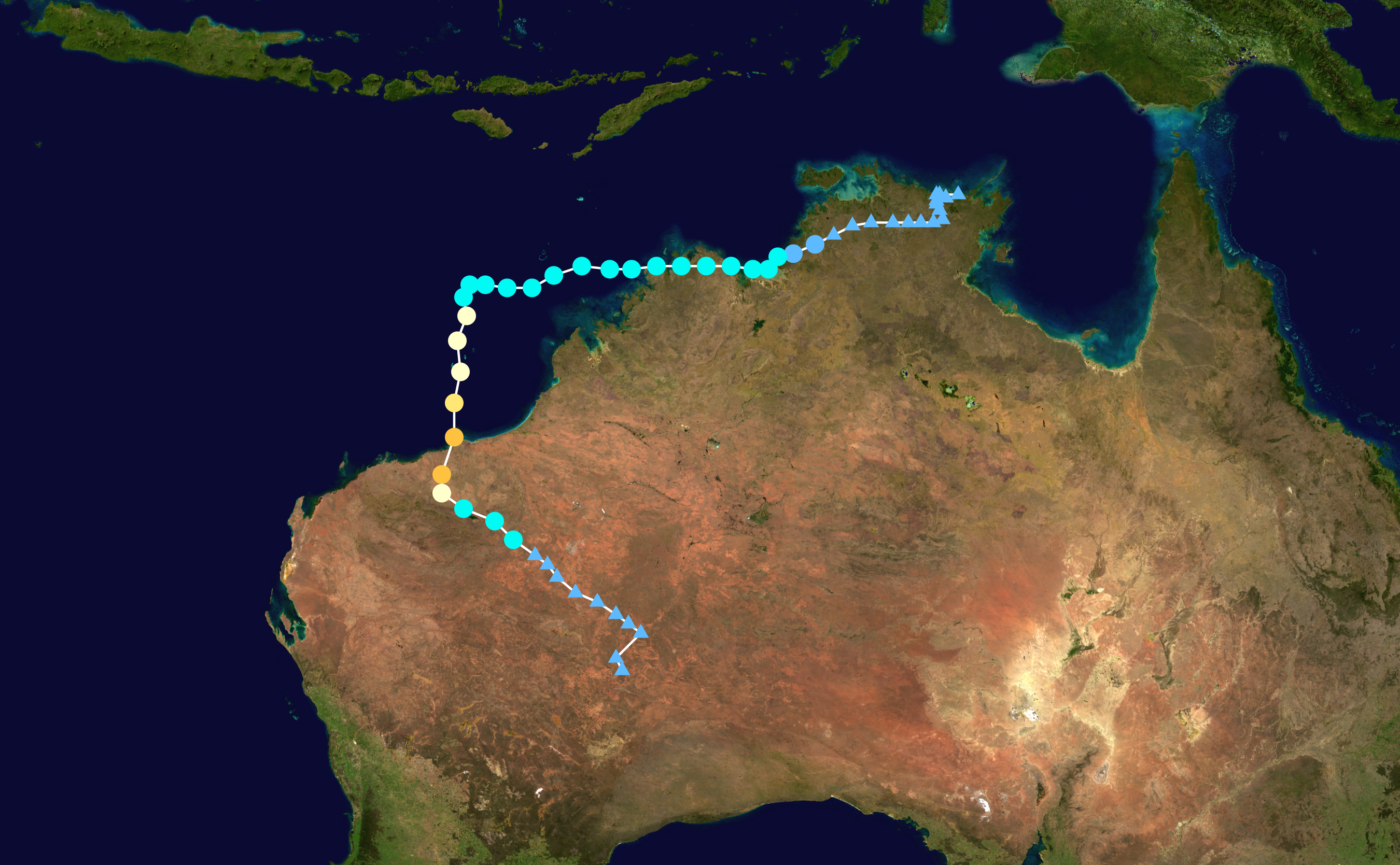
O caminho de George

Uma área de baixa pressão tropical que estava situado sobre a região de Top End no Território do Norte, Austrália desde 27 de Fevereiro começou a mostrar sinais de intensificação e o Centro de Aviso de Ciclone Tropical (CACT) de Darwin começou a emitir avisos regulares sobre o sistema em 2 de março enquanto que a área de baixa pressão tropical ainda estava sobre terra. O Joint Typhoon Warning Center emitiu um alerta de formação de ciclone tropical (AFCT) sobre o sistema mais tarde naquele dia e designou-o como o ciclone tropical 17S assim que o sistema começou a seguir sobre água.
No final da noite (UTC) de 3 de março, o CACT de Darwin classificou a área de baixa pressão tropical para um ciclone tropical, atribuindo-lhe o nome George, o primeiro nome atribuído pelo CACT de Darwin desde o ciclone Fay em Março de 2004. George continuou a se fortalecer e foi classificado como um ciclone de categoria 2 na escala australiana. Em 4 de Março, George fez landfall na costa norte da região de Kimberley, Austrália Ocidental, na costa oeste do golfo de Joseph Bonaparte. George se enfraqueceu e o Bureau of Meteorology, a agência meteorológica australiana, desclassificou o ciclone para uma área de baixa pressão tropical. No entanto, a tendência de enfraquecimento foi de curta duração pois o ciclone logo voltou a se deslocar sobre a água assim que continuava a seguir para oeste, intensificando-se quase imediatamente para um ciclone tropical de categoria 1 na escala australiana.
O Centro de Aviso de Ciclone Tropical (CACT) de Perth começou a monitorar o ciclone refortalecido assim que o sistema seguia para oeste. Inicialmente, a pouca organização do ciclone inibia qualquer fortalecimento, mas George seguiu para uma região com condições meteorológicas mais favoráveis e organizou-se rapidamente, tornando-se um ciclone tropical severo em 7 de março. O ciclone tropical severo começou a seguir abruptamente para o sul mais tarde naquele dia, aproximando-se da costa da região de Pilbara, enquanto crescia em tamanho. Assim que George continuava a seguir para o sul em direção à ilha Bedout em 8 de Março, George foi classificado para um ciclone de categoria 4 na escala australiana; no entanto, análises pós-tempestade classificaram George como um ciclone de categoria 5 na escala australiana assim que o olho do sistema alcançou a costa. Neste momento, o JTWC disse que os ventos máximos sustentados do ciclone George chegaram a 205 km/h, fazendo do sistema um ciclone com intensidade equivalente a um furacão de categoria 3 na escala de furacões de Saffir-Simpson. Em análises pós-tempestade do JTWC, os ventos máximos sustentados de George foram elevados para 220 km/h, intensidade equivalente a um furacão de categoria 4.
O ciclone George fez landfall logo a leste da cidade de Port Hedland por volta das 13:00 (UTC) de 8 de março, com ventos máximos sustentados em 10 minutos de 195 km/h e uma pressão mínima de 902 hPa. O JTWC emitiu seu aviso final sobre George no começo da madrugada do dia seguinte enquanto o sistema ainda apresentava intensidade equivalente a um furacão de categoria 3.
George enfraqueceu-se lentamente sobre terra e o sistema foi desclassificado para um ciclone de categoria 2 na escala australiana no final da noite de 9 de Março. No dia seguinte, o CACT de Perth emitiu também o seu aviso final sobre o sistema.

## Preparativos
Várias escolas e portos foram fechados em Port Hedland como preparativo à chegada do ciclone severo. As empresas de minério, gás e petróleo tiveram que suspender suas atividades também como preparativo à chegada do ciclone. Pessoas foram retiradas de áreas baixas perto da costa e foram levadas tanto para locais mais altos ou para lugares mais distantes da costa, em abrigos de emergência.

## Impactos
O ciclone George foi o mais intenso ciclone tropical a atingir Port Hedland dede o ciclone Joan em 1975. George atingiu a região com rajadas de vento que ultrapassavam 275 km/h, fazendo do sistema um ciclone de categoria 5 na escala australiana, ou um ciclone com intensidade equivalente a um furacão de categoria 4 na escala de furacões de Saffir-Simpson.
As linhas telefônicas e de eletricidade foram derrubadas em Port Hedland. também, muitas residências foram destelhadas enquanto que várias árvores e muros foram derrubados. Pelo menos uma residência foi totalmente destruída. A região de Pilbara foi declarada como uma área de desastre e as Forças Armadas da Austrália ficou em estado de alerta para prover ajuda extra. Os radares meteorológicos de Port Hedland e Onslow foram danificados devido à intensa fgorça dos ventos associados ao ciclone George.
Três dias após George, a região de Port Hedland foi novamente atingida por outro ciclone, o ciclone Jacob. No entanto, Jacob não fez tantos estragos quanto George, apenas algumas enchentes localizadas.
Três pessoas morreram e outras 28 ficaram feridas como resultado da passagem do ciclone tropical severo. Uma morte e a maioria dos feridos ocorreram numa área de mineração, a cerca de 100 km ao sul de Port Hedland. Os fortes ventos e as severas enchentes atrasaram os esforços de resgate por mais de um dia. No entanto, todos os trabalhadores no campo de mineração que ficaram feridos foram levados por meio aéreo para um hospital em Port Hedland após a passagem do ciclone. As outras mortes ocorreram quando acomodações emergenciais para a passagem do ciclone foram destruídas.

## Após a tempestade
A União dos Trabalhadores Australianos lançou uma severa crítica a uma empresa de mineração próxima a Port Hedland. A empresa não retirou seus trabalhadores a tempo e suas acomodações suportavam apenas um ciclone de categoria 3. Com isso, quase todas as construções da empresa foram destruídas com a passagem de George sobre a região.
Após o ciclone ter atingido a costa da região de Pilbara, um fundo monetário foi aberto para ajudar as vítimas da tempestade. Empresas mineradoras, comerciais e também residentes doaram dinheiro para assistir a causa e dentro de 48 horas, Port Hedland arrecadou cerca de $520.000 dólares australianos (410.000 dólares - valores em 2007). O BHP Billiton também ajudou a reconstruir Port Hedland por dar ao governo local 1 milhão de dólares australianos a cada ano que irá financiar um esquema de melhoramento juntamente com o governo da Austrália Ocidental para melhorar a aparência da cidade. As escolas em South Hedland permaneceram fechadas, devido à questão de segurança sobre os danos que porventura George teria causado, até 19 de março, quando a comunidade local juntou-se para uma massiva limpeza.